# Бабарыкин, Максим Александрович
Макси́м Алекса́ндрович Бабары́кин (р. 1 марта 1979) — российский легкоатлет (спринтерский и эстафетный бег). Шестикратный победитель Кубка европейских чемпионов среди спортивных клубов, бронзовый призёр молодёжного Чемпионата Европы, чемпион России по эстафетному бегу (2004, 2005, 2009), мастер спорта России. Тренер — Сергей Селюцкий.

## Выступления на чемпионатах страны
- Чемпионат России по лёгкой атлетике в помещении 2004 года:
  - Бег на 200 метров —  (21,44);
  - Эстафета 4×200 метров —  (1.25,47);
- Чемпионат России по лёгкой атлетике 2005 года:
  - Эстафета 4×400 метров —  (3.07,34);
- Чемпионат России по лёгкой атлетике в помещении 2005 года:
  - Эстафета 4×200 метров —  (1.29,41);
- Чемпионат России по лёгкой атлетике в помещении 2007 года:
  - Эстафета 4×200 метров —  (1.29,05);
- Чемпионат России по лёгкой атлетике 2009 года:
  - Эстафета 800+400+200+100 м —  (3.08,13);
- Чемпионат России по лёгкой атлетике в помещении 2009 года:
  - Эстафета 4×200 метров —  (1.25,21);
- Чемпионат России по лёгкой атлетике 2010 года:
  - Эстафета 4×400 метров —  (3.06,38);